# Bommi Baumann
Pour les articles homonymes, voir Baumann.
Michael Baumann dit Bommi Baumann, né le 25 août 1947 dans l'arrondissement de Lichtenberg (Berlin) et mort le 19 juillet 2016 à Berlin-Friedrichshain, est un anarchiste allemand parmi les membres fondateurs du Mouvement du 2-Juin.

## Biographie
Bommi Baumann commence sa carrière en travaillant sur les chantiers de construction.
Après la mort de Benno Ohnesorg le 2 juin 1967, il rentre dans la violence politique et devient membre du mouvement « Kommune 1 ».
Après un incendie criminel à Berlin, Bommi Baumann passe quelques mois en prison, entre février 1970 et l'été 1971. Avec Georg von Rauch, il devient membre du Mouvement du 2-Juin et recruteur
En 1972, Bommi Baumann voyage en Syrie, en Iran, en Afghanistan et en Inde.

Dès 1974, il a abjuré la violence lors d'une interview dans le magazine d'information Der Spiegel. Sa citation "Freunde, schmeißt die Knarre weg" (« Les Amis, balancez les flingues ») est devenue bien connue dans ses cercles politiques. En 1975, son autobiographie Wie alles anfing (« Comment tout a commencé ») a été publiée. Il y décrit son évolution personnelle en défenseur de la guérilla urbaine et commente de manière critique la lutte armée.
En 1981, Bommi Baumann est arrêté à Londres et condamné à une peine d'emprisonnement de cinq ans pour vol de banque et attaques à l'explosif. En prison, il écrit son second livre autobiographique, paru après sa libération.
Lorsque les documents de l'ex-Allemagne de l'Est ont été rendus publics, il a été révélé que Bommi Baumann avait écrit un rapport de 125 pages à la Sûreté de l'État est-allemand (Stasi).

## Publications

### En français
- Tupamaros Berlin-Ouest ou Comment tout a commencé, préf. Daniel Cohn-Bendit et Heinrich Böll, Presse d'aujourd'hui, La France sauvage, 1976, (OCLC 461821916), notice éditeur
  - réédité en 2008 par les éditions Nautilus sous le titre Passages à l’acte, (OCLC 470627378).
- Vincent Chambarlhac, Michael Baumann. Passages à l'acte. Violence politique dans le Berlin des années 70, Paris, Nautilus, 2008, revue électronique Dissidences, Bibliothèque de comptes rendus : janvier 2012, 30 juin 2011, lire en ligne.

### En allemand
- Wie alles anfing (Comment tout a commencé) 1975,  (ISBN 3-88022-061-1)
- Hi Ho. Wer nicht weggeht, kommt nicht wieder (Hi Ho. Qui ne part pas, ne peut revenir) 1987,  (ISBN 3-455-08655-1)
- Avec Till Meyer, Radikales Amerika (Amérique radicale) 2007,   (ISBN 3-86789-010-2).
- Rausch und Terror. Ein persönlicher Erlebnisbericht (Frénésie et terreur. Un rapport personnel) 2008,  (ISBN 3-86789-036-6).

### En anglais
- Terror or Love? 1979,  (ISBN 0-7145-3782-9).
- How it all Began: The Personal Account of a West German Urban Guerrilla, réédition 1981,  (ISBN 978-0-88978-045-3), Arsenal Pulp Press.